# Manfred Heyl
Manfred Heyl (* 26. Dezember 1908 in Friedberg/Oberhessen; † 3. Januar 2001 in Worms) war ein deutscher Komponist.

## Leben
Manfred Karl Johannes Heyl wurde als Sohn des Studienrates Karl Heyl (1892–1970) und dessen Ehefrau Friderike geb. Jordan (1883–1973) in Friedberg/Oberhessen geboren und wuchs in Worms auf. Ersten Klavierunterricht erhielt er von seinem Vater, später wurde er von dem ortsansässigen Musiklehrer und Organisten Lutz Heinemann (1901–1992) in Orgel- und Klavierspiel unterwiesen. 1930 ging Heyl nach Mannheim und studierte an der dortigen Musikhochschule Komposition bei Friedrich Eckart sowie Klavier bei Willy Rehberg. 1933 in seine Heimatstadt zurückgekehrt war er hier als freischaffender Komponist und privater Musiklehrer tätig. Im Jahre 1940 wurde Heyl zum Kriegsdienst nach Norwegen eingezogen und geriet später in französische Kriegsgefangenschaft. Ab 1946 lebte er wiederum in Worms und arbeitete als Lehrer an der Jugendmusikschule. Als Manfred Heyl im Alter von 92 Jahren in Worms verstarb, hinterließ er der Nachwelt ein umfangreiches, nahezu alle Gattungen der Instrumental- und Vokalmusik umfassendes kompositorisches Œuvre.
Der Nachlass des Komponisten befindet sich im Stadtarchiv Worms.

## Werke

### Mit Opuszahl
- op. 1: Drei Lieder nach Gedichten von Walther von der Vogelweide
- op. 2: Concerto Grosso im alten Stil für Flöte, Violine, Cembalo und Streichorchester (1931)
- op. 3: Variationensuite im alten Stil für Cembalo
- op. 4: Suite 1932 für Kammerorchester
- op. 5: Fröhlich Volk. Sechs Lieder nach Bildern von Ludwig Richter
- op. 6: Zwei Lieder für hohe Stimme (Otto Ernst)
- op. 7: Marienlied und Mondlicht für Cello und Klavier
- op. 8: Klavierstück in e-moll
- op. 9: Festliches Vorspiel für großes Orchester (1937)
- op. 10: Spanisches Tanzstück für Flöte und Klavier (1936)
- op. 11: Ach ich hab euch alle so gerne gehabt (Wiener Lied)
- op. 12: Zwei Lieder für mittlere Frauenstimme (Eichendorff, Hebbel)
- op. 14: Lieder (Weinheber, Rilke)
- op. 15: Lieder (Rilke, Morgenstern, Karl Bröger)
- op. 16: Dämmerung (Goethe) für Männerchor und Orchester
- op. 17: Gedanken am nächtlichen Strom (Kurt Kluge). Lied für Gesang und Kammerorchester
- op. 18: Burleske für Klavier (1945)
- op. 19: Im Tempel Buddhas. Musik zu einer Tanzpantomime (Buddha und der Dämon) (1946, UA 1946 Langres, Dir.: Rolf Kleinert)
- op. 20: Der verliebte Nachtwächter. Singspiel (1934)
- op. 21: Lieder (Georg Herwegh)
- op. 23: Symphonisches Vorspiel für Orchester (1947)
- op. 24: Menschheitsfeier für Bariton und Orchester
- op. 25: Der Weber (Heine) für Chor und großes Orchester (1948)
- op. 26: Quintett C-Dur für Flöte, Oboe, Klarinette, Horn und Fagott (1950)
- op. 28: Hirtenweise für Liebesflöte und Klavier
- op. 29: Tanzt dem schönen Mai entgegen. Sing- und Bewegungsspiel für die Jugend (1948)
- op. 30: Requiem (Hebbel) für Männerchor und Bläser (1950)
- op. 31: Im Märchengarten. Suite für Klavier (1950)
- op. 32: Lieder in deutscher und französischer Sprache (Duette) (Mallarmé, Fritz Usinger, Verlaine, Dehmel)
- op. 33: Kleine Spielmusik für Streichorchester (1951) [auch als Spielmusik für Kammerorchester]
- op. 34: Zwei dreistimmige Frauenchöre
- op. 35: Kontrapunktische Variationen für Flöte, Oboe und Fagott (1951)
- op. 36: Zwei Lieder (Uhland)
- op. 37: Sechs Kinderlieder für 2 chorische Stimmen
- op. 38: Cantate Licht muss wieder werden für Sopransolo und gemischten Chor (1952)
- op. 39: Hühnerlied (Die fünf Hühnerchen) für Kinderchor
- op. 40: Beherzigung (Goethe) für Gesang und Klavier
- op. 41: Dämmerung und Großer Feierabend für Männerchor und Orchester
- op. 42: Handwerksgesellenlied für Chor a cappella
- op. 43: Vom Ackern für Männerchor
- op. 44: Konzert für Fagott und Orchester (1949)
- op. 45: Die Perchtholsdorfer Hochzeit. Ouvertüre
- op. 46: Eine kleine Hochzeitsmusik für Flöte, Oboe, Violine, Cello und Klavier
- op. 48: Sonatine für Altblockflöte und Klavier
- op. 49: Pantomime [Neufassung von op. 19]
- op. 50: Vorspiel zur Weihe des neuen (Fest-) Hauses (1961)
- op. 51: Schattenbilder für Altblockflöte und Cello
- op. 53: Quartett in F (lydisch) für Blockflöten
- op. 54: Aus dem Leben eines kleinen Hosenmatz für verschiedene Instrumente [Fragment]
- op. 55: Grotesker Tanz für 9 Instrumente und Fagott
- op. 56: Unter Indianern, Trappern und Cowboys. Schuloper
- op. 57: Konzertante Suite für Flöte, Klarinette, Fagott und Streicher
- op. 58: Rhapsodische Phantasie für Klavier und Orchester
- op. 61: Kolloquium (Colloquium) für fünf Blockflöten
- op. 61 b: Figuren. 4 Stücke für 4 Blockflöten
- op. 62: Improvisationen für 4 Holzbläser
- op. 63: Variskische Suite. Bläserquintett
- op. 64: Der peinliche Irrtum des Apothekereiprovisors Mickefett. Komische Oper (nach Julchen von Wilhelm Busch)
- op. 65: Nachklänge an Spanien für Klavier
- op. 67: Eindrücke aus Südfrankreich für großes Orchester
- op. 68: Nächte am Rio de la Plata für Orchester (Konzert-Tango)
- op. 69: Hermenaion für Flöte, Klarinette, Horn, Fagott und Klavier
- op. 71: Der einsame Christus (Morgenstern) für Gesang und Klavier
- op. 72: Zwei Lieder (Morgenstern)
- op. 73: Fantasiesonate (Gespenstersonate) für Klavier
- op. 74: Trauermusik auf den Tod eines spanischen Granden (Don Juan d’Austria)
- op. 75: Fünf Impressionen In Memoriam Ingeborg Bachmann für Oboe d’amore und Orchester
- op. 77: Variationen in Blue für Klavier
- op. 78: Trio Das Pferd für Violine, Cello und Klavier
- op. 80: Tartuffe. Kammeroper (Molière) (1984)
- op. 81: Drei Lieder nach Gedichten von Ingeborg Bachmann
- op. 82: Strindberg. Dramatisch-musikalisches Experiment
- op. 83: Extemporale e Fughetta piccola für Sopranblockflöte solo
- op. 85: Arkadische Suite für zwei Altblockflöten und Klavier
- op. 86: Sonata piccola für Sopranblockflöte und Klavier
- op. 88: Konzert für Klavier und Orchester
- op. 90: Römische Impressionen für Oboe d’amore und Orgel
- op. 92: Konzert für Flöte und Orchester im alten Stil
- op. 94: 5 Stücke für Flöte und Harfe
- op. 95: Dithyrambos für Bariton und Orchester
- op. 96: Adagio (Hesse) für Frauenstimme und Harfe (1990)
- op. 98: Reflexionen. Symphonische Studien für großes Orchester und konzertante Harfe
- op. 106: Ein Festtag auf dem Lande (Neue Tafelmusik)
- op. 108: Bio-Quintett (leicht) für Flöte, Oboe, Klarinette, Horn und Fagott
- op. 108: Herbstgedanken für hohe Männerstimme und Harfe (1991)
- op. 157: Besinne dich, Mensch! für Orchester [Bearbeitung und Erweiterung von op. 57]
- op. 175: Sieben Impressionen In Memoriam Ingeborg Bachmann für Oboe d’amore und großes Orchester [Erweiterung von op. 75]
- op. 188: Kaleidoskop ’88 für Viola, Cello und Kontrabass

### Ohne Opuszahl (alphabetisch)
- 2. Klaviersonate Carneval
- Bauerntanz für Orchester
- Chaotikon für 2 Instrumente
- Dante. Große Oper (1934–1936)
- Der Kreidekreis. Oper in 5 Akten (Klabund) (1946–1971)
- Der Lump als Philosoph. Posse mit Musik (Ernst Elias Niebergall)
- Der Prozess um des Esels Schatten. Oper (Christoph Martin Wieland) (1962–1966)
- Die Bärenhochzeit. Schuloper (1995–1996) (Eva Becker)
- Indische Legende (Sakuntala) für Orchester
- Intermezzo aus der Oper Der Kreidekreis für Orchester
- Jung Olaf (Ernst von Wildenbruch). Melodram, Sprecher und Klavier
- Kantate (Max Reuschle)
- Kleines Präludium und Fuge für Akkordeon-Solo
- Marienlied für Cello und Klavier
- Odenwälder Bauernpolka für Akkordeon-Quartett
- Spanisches Tanzstück für Flöte und Klavier
- Urwaldnacht und Tanz der Neger für Klavier
- Variationen über Es tanzt ein Bi-, Ba-, Butzelmann für Sopranblockflöte(n) und Klavier
- Vorspiel zu der Oper Der Kreidekreis (Konzertfassung)
- Zwei Lieder (Goethe, Eichendorff) für Singstimme, Flöte und Klavier

### Fragmente
- op. 54: Aus dem Leben eines kleinen Hosenmatz für verschiedene Instrumente
- Der Geiger von Schwäbisch Gmünd. Opernfragment (Karl Heyl)
- Der japanische Fächer. Musikal [sic!]
- Diogenes. Opernfragment (Hubert Fuchs)
- Opernfragment ohne Titel